# Mark Pabai
Mark Pabai (Monrovia, 20 settembre 2000) è un calciatore liberiano, difensore del Koper e della nazionale liberiana.

## Biografia
Nato in Liberia, si trasferisce a soli sei anni in Olanda con la famiglia a Wijk bij Duurstede.

## Caratteristiche tecniche
È un terzino destro, che all'occorrenza può essere impiegato come difensore centrale. Può giocare da esterno sia in una difesa a 4 che a 5, ed è pericoloso soprattutto in fase offensiva grazie alla sua velocità.

## Carriera

### Club
Cresciuto nel settore giovanile dell'Utrecht, nonostante sia stato convocato diverse volte in prima squadra, resta in panchina senza mai esordire. Dopo tre stagioni in Eerste Divisie in cui colleziona 60 presenze e 3 reti con lo Jong Utrecht, si trasferisce al PEC Zwolle.
Debutta in Eredivisie il 22 settembre 2021 giocando da titolare l'incontro pareggiato per 1-1 contro lo Sparta Rotterdam.
Il 20 gennaio 2022 viene acquistato dalla SPAL, squadra militante in Serie B. Dopo alcune presenze con la formazione primavera, esordisce in prima squadra il 9 aprile in occasione della partita di campionato persa per 1-0 contro il Lecce, sostituendo Alberto Almici nel secondo tempo.

### Nazionale
Nell'ottobre del 2021 viene convocato dalla Liberia per le gare di qualificazioni ai mondiali contro Capo Verde, ma Pabai declina l'invito. Nuovamente convocato dal ct Peter Butler, esordisce il 13 novembre 2021 contro la Nigeria, giocando da titolare tutti i novanta minuti nella gara persa per 2-0.

## Statistiche

### Presenze e reti nei club
Statistiche aggiornate al 9 aprile 2022.
| Stagione            | Squadra             | Campionato          | Campionato | Campionato | Coppe nazionali | Coppe nazionali | Coppe nazionali | Coppe continentali | Coppe continentali | Coppe continentali | Altre coppe | Altre coppe | Altre coppe | Totale | Totale | Totale |
| Stagione            | Squadra             | Comp                | Pres       | Reti       | Comp            | Pres            | Reti            | Comp               | Pres               | Reti               | Comp        | Pres        | Reti        | Pres   | Reti   |        |
| ------------------- | ------------------- | ------------------- | ---------- | ---------- | --------------- | --------------- | --------------- | ------------------ | ------------------ | ------------------ | ----------- | ----------- | ----------- | ------ | ------ | ------ |
| 2018-2019           | Jong Utrecht        | EED                 | 11         | 1          | -               | -               | -               | -                  | -                  | -                  | -           | -           | -           | 11     | 1      |        |
| 2019-2020           | Jong Utrecht        | EED                 | 16         | 1          | -               | -               | -               | -                  | -                  | -                  | -           | -           | -           | 16     | 1      |        |
| 2020-2021           | Jong Utrecht        | EED                 | 33         | 1          | -               | -               | -               | -                  | -                  | -                  | -           | -           | -           | 33     | 1      |        |
| Totale Jong Utrecht | Totale Jong Utrecht | Totale Jong Utrecht | 60         | 3          |                 | -               | -               |                    | -                  | -                  |             | -           | -           | 60     | 3      |        |
| 2021-gen. 2022      | PEC Zwolle          | ED                  | 9          | 0          | CO              | 2               | 0               | -                  | -                  | -                  | -           | -           | -           | 11     | 0      |        |
| gen.-giu. 2022      | SPAL                | B                   | 1          | 0          | CI              | -               | -               | -                  | -                  | -                  | -           | -           | -           | 1      | 0      |        |
| Totale carriera     | Totale carriera     | Totale carriera     | 70         | 3          |                 | 2               | 0               |                    | -                  | -                  |             | -           | -           | 72     | 3      |        |

### Cronologia presenze e reti in nazionale
| Cronologia completa delle presenze e delle reti in nazionale ― Liberia | Cronologia completa delle presenze e delle reti in nazionale ― Liberia | Cronologia completa delle presenze e delle reti in nazionale ― Liberia | Cronologia completa delle presenze e delle reti in nazionale ― Liberia | Cronologia completa delle presenze e delle reti in nazionale ― Liberia | Cronologia completa delle presenze e delle reti in nazionale ― Liberia | Cronologia completa delle presenze e delle reti in nazionale ― Liberia | Cronologia completa delle presenze e delle reti in nazionale ― Liberia |
| Data                                                                   | Città                                                                  | In casa                                                                | Risultato                                                              | Ospiti                                                                 | Competizione                                                           | Reti                                                                   | Note                                                                   |
| ---------------------------------------------------------------------- | ---------------------------------------------------------------------- | ---------------------------------------------------------------------- | ---------------------------------------------------------------------- | ---------------------------------------------------------------------- | ---------------------------------------------------------------------- | ---------------------------------------------------------------------- | ---------------------------------------------------------------------- |
| 13-11-2021                                                             | Tangeri                                                                | Liberia                                                                | 0 – 2                                                                  | Nigeria                                                                | Qual. Mondiali 2022                                                    | -                                                                      |                                                                        |
| 16-11-2021                                                             | Tangeri                                                                | Liberia                                                                | 3 – 1                                                                  | Rep. Centrafricana                                                     | Qual. Mondiali 2022                                                    | -                                                                      | 34’                                                                    |
| 27-3-2022                                                              | Aksu                                                                   | Liberia                                                                | 0 – 1                                                                  | Sierra Leone                                                           | Amichevole                                                             | -                                                                      |                                                                        |
| 29-3-2022                                                              | Aksu                                                                   | Liberia                                                                | 1 – 2                                                                  | Burundi                                                                | Amichevole                                                             | -                                                                      |                                                                        |
| 13-6-2022                                                              | Casablanca                                                             | Liberia                                                                | 0 – 2                                                                  | Marocco                                                                | Qual. Coppa d'Africa 2023                                              | -                                                                      | 3’ 53’                                                                 |
| 24-3-2023                                                              | Soweto                                                                 | Sudafrica                                                              | 2 – 2                                                                  | Liberia                                                                | Qual. Coppa d'Africa 2023                                              | -                                                                      |                                                                        |
| 28-3-2023                                                              | Monrovia                                                               | Liberia                                                                | 1 – 2                                                                  | Sudafrica                                                              | Qual. Coppa d'Africa 2023                                              | -                                                                      |                                                                        |
| 14-10-2023                                                             | Khouribga                                                              | Liberia                                                                | 2 – 3                                                                  | Libia                                                                  | Amichevole                                                             | -                                                                      |                                                                        |
| 17-10-2023                                                             | Agadir                                                                 | Marocco                                                                | 3 – 0                                                                  | Liberia                                                                | Qual. Coppa d'Africa 2023                                              | -                                                                      | 70’                                                                    |
| 20-11-2023                                                             | Monrovia                                                               | Liberia                                                                | 3 – 0 tav                                                              | Guinea Equatoriale                                                     | Qual. Mondiali 2026                                                    | -                                                                      | 73’                                                                    |
| 13-11-2024                                                             | Monrovia                                                               | Liberia                                                                | 1 – 0                                                                  | Togo                                                                   | Qual. Coppa d'Africa 2025                                              | -                                                                      | 90’                                                                    |
| 17-11-2024                                                             | Tizi Ouzou                                                             | Algeria                                                                | 5 – 1                                                                  | Liberia                                                                | Qual. Coppa d'Africa 2025                                              | -                                                                      |                                                                        |
| 19-3-2025                                                              | Monrovia                                                               | Liberia                                                                | 0 – 1                                                                  | Tunisia                                                                | Qual. Mondiali 2026                                                    | -                                                                      |                                                                        |
| Totale                                                                 |                                                                        | Presenze                                                               | 13                                                                     |                                                                        | Reti                                                                   | 0                                                                      |                                                                        |